# Sharpie (Schreibgerät)

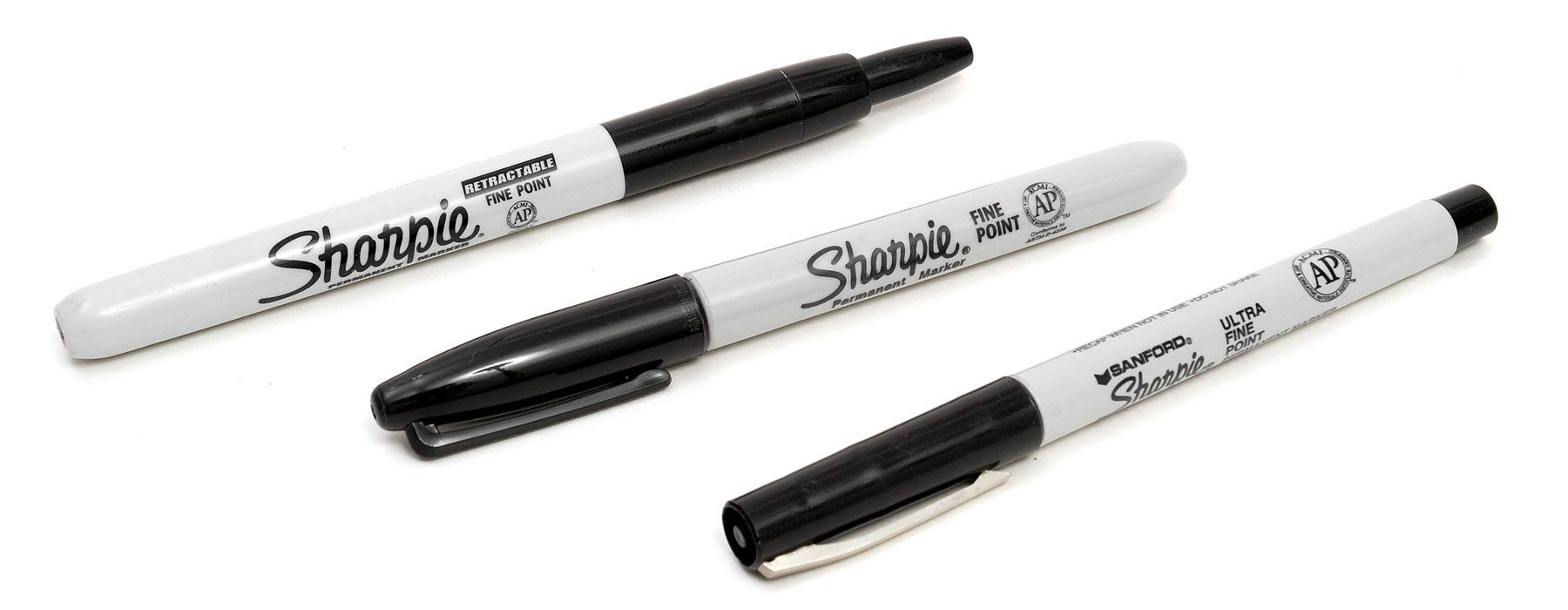
Verschiedene Sharpie-Produkte

Sharpie ist eine Marke für Permanentmarker und andere Schreibgeräte des US-amerikanischen Herstellers Sanford, der seit 1992 zum Konzern Newell Rubbermaid gehört.
Der erste Sharpie wurde 1964 in den USA vertrieben und war der erste stiftartige Permanentmarker auf dem Markt. Dort wird „Sharpie“ auch als Gattungsname für Permanentmarker benutzt, ähnlich wie Edding im deutschsprachigen Raum. Derzeit wird unter der Marke in über 20 Ländern eine Vielzahl von permanenten und nicht permanenten Stiften und Markern vertrieben. Im deutschsprachigen Raum ist die Marke kaum bekannt. 

Donald Trump unterschreibt einen Gesetzesentwurf mit einem Sharpie (2018).

US-Präsident Donald Trump nutzt personalisierte Sharpie-Stifte für die öffentliche Unterzeichnung von Gesetzen und Executive Orders.